# Klopeiner See
De Klopeiner See (Sloveens: Klopinjsko jezero) is een meer in Karinthië, Oostenrijk, ten zuidoosten van Völkermarkt (Velikovec). Het meer ligt in de gemeente Sankt Kanzian am Klopeiner See (Škocijan ob Klopinjskem jezeru). De Klopeiner See is wat rest van een veel groter meer dat na de ijstijd het gehele gebied rondom het dorp Kühnsdorf (Sinča vas) omvatte. Rondom het meer zijn toeristische badgelegenheden en hotels ontwikkeld.
Het meer behoort met temperaturen tot 29°C tot de warmste van Europa dankzij de geringe doorstroming, het grote aantal zonuren en de beschutte ligging. Het meer wordt slechts gevoed door kleine riviertjes en in het westen watert het meer af op de rivier de Drau. De lengte van het meer bedraagt 1,8 kilometer bij een breedte van 800 meter. De gemiddelde diepte van het meer bedraagt 23 m. en het diepste punt is 48 m. 
De Klopeiner See is een meromictisch meer. Dat wil zeggen dat het water van het meer slechts ten dele circuleert. De onderste laag, de monimolimnion, is zuurstofloos (zoals dat bijvoorbeeld ook bij de Zwarte Zee het geval is). Deze laag was in het verleden groter dan tegenwoordig: de gemeente St. Kanzian am Klopeiner See spant zich in om de waterkwaliteit van het meer te waarborgen en probeert door een ingenieus systeem van diepwaterafvoer de zuurstofrijke laag van het meer te vergroten. 

## Visstand
Volgens een onderzoek uit 2004 zijn er in de Klopeiner See 15 vissoorten vertegenwoordigd:
- Coregonus (Coregonus lavatetus)
- Meerforel (Salmo trutta f. lacustris)
- Snoek (Esox lucius)
- Europese meerval (Silurus glanis)
- Aal (Anguilla anguilla)
- Kopvoorn (Leuciscus cephalus)
- Graskarper (Ctenopharyngodon idella)
- Brasem (Abramis brama)
- Karper (Cyprinus carpio)
- Alver (Alburnus alburnus)
- Blankvoorn (Rutilus rutilus)
- Ruisvoorn (Scardinius erythrophthalmus)
- Zeelt (Tinca tinca)
- Baars (Perca fluviatilis)
- Snoekbaars (Sander lucioperca)